# Koyaanisqatsi
Koyaanisqatsi [ˈkɔɪjɑːnɪsˌkatsi] ist ein experimentaler Dokumentarfilm und der erste Teil der Qatsi-Trilogie von Godfrey Reggio, der sich mit dem Eingriff des Menschen in die Natur und generell zivilisationskritisch mit der menschlichen Lebensweise beschäftigt. Angeregt zu dem Film wurde Reggio durch die Philosophie von Leopold Kohr. Der fertige Film wurde erstmals am 5. September 1982 am Telluride Film Festival aufgeführt und erschien 1983 in den Kinos. Mit seinen Fortsetzungen Powaqqatsi (1988) und Naqoyqatsi (2002) bildet Koyaanisqatsi die Qatsi-Trilogie.
Außergewöhnlich ist die Abwesenheit von Dialogen und handelnden Personen, der Film besteht ausschließlich aus aneinandermontierten, assoziativen Zeitlupe- und Zeitraffer-Bildsequenzen von Städten und vielen Naturlandschaften in den Vereinigten Staaten und der von Philip Glass komponierten und exakt auf die Bilder zugeschnittenen Musik.
Als Inspiratoren werden im Abspann unter anderem die Künstler Georgia O’Keeffe und Guy Debord, der Philosoph/Theologe Ivan Illich und der Nationalökonom Leopold Kohr genannt. Unterstützung bekam der Film von Francis Ford Coppola und George Lucas und erreichte so ein breites Publikum.
Der Filmwissenschaftler James Monaco erklärte Koyaanisqatsi zu einem der fünf wichtigsten Filme der Gegenwart (seit 1980).

## Inhalt

### Szenen des Films
Der Titel kommt nur langsam ins Bild, begleitet von sehr tiefen Stimmen, die den Titel des Filmes singen – langsam und immer wieder.
Felszeichnungen der Fremont werden sichtbar. Es folgt eine meditative Sequenz, die sich erst nach und nach als Zeitlupenaufnahme eines Triebwerks einer startenden Rakete entziffern lässt. Nach einem harten Schnitt sind über eine längere Zeit Bilder diverser Felsformationen zu sehen, später in Zeitraffer sich bildende Wolken und – diesmal wieder in Zeitlupe – Wellen im Wasser.
Es folgen Landschaften in Flugaufnahme. Eine nächste Sequenz zeigt zuerst Sprengungen, die Berghänge zerstören, später auch riesige Maschinen des Tagebaus und schließlich Bauwerke der Energieversorgung (Stromleitungen, Kraftwerke). Die Sequenz endet mit Bildern von zwei Atombombenexplosionen.
Die Kamera zeigt nun Menschen, die an einem verschmutzten Strand liegen, dann in einer langen Szene Flugzeuge auf dem Rollfeld im Hitzeflimmern, schließlich Autos auf verschlungenen Highways und weiter eine endlose Reihe von Panzern.
Die nächste Szene zeigt eine trostlose, verlassene Wohnblocksiedlung, die schließlich gesprengt wird.
Die folgende Sequenz verfolgt eine Straße in eine große Stadt, der Verkehr wird immer dichter. Im Hintergrund die riesige Architektur der Stadt. Es wird Nacht, doch die Stadt schläft nie, Fahrzeuge bewegen sich von Ampeln gesteuert in geraden Linien durch die Straßen. Großaufnahmen von Mikrochips im Gegenschnitt. Die Musik wird in dieser Sequenz, die „The Grid“ (das Gitter) genannt wird, immer hektischer und beunruhigender.
Menschen werden sichtbar. Sie führen ein hektisches Leben, an der Börse, in Fabriken bei der Automontage oder der Wurstherstellung, in Zeitraffer sieht man die Uhrwerkartigkeit des Lebens. Abends im S-Bahnhof auf den riesigen Rolltreppen ähneln sie den aus einer Wurstmaschine quellenden Würsten. Schließlich wird wieder aus der Stadt herausgefahren.
Zum Ende des Films wird die Eingangsszene wieder aufgegriffen: Die Rakete steigt in die Luft auf, trudelt jedoch und gerät in Brand. Noch in der Zeitlupe zerfällt sie in ihre Einzelteile und verbrennt. Die Kamera verfolgt ein brennendes Teil der Rakete, das noch ein wenig aufsteigt und dann in Richtung Boden fällt. Der Film wird angehalten und ausgeblendet.
Es ist eine von den Hopi-Indianern überlieferte Prophezeiung zu lesen:
„Wenn wir wertvolle Dinge aus dem Boden graben, laden wir das Unglück ein.
Wenn der Tag der Reinigung nah ist, werden Spinnweben hin und her über den Himmel gezogen.
Ein Behälter voller Asche wird vom Himmel fallen, der das Land verbrennt und die Ozeane verkocht.“

### Schauplätze

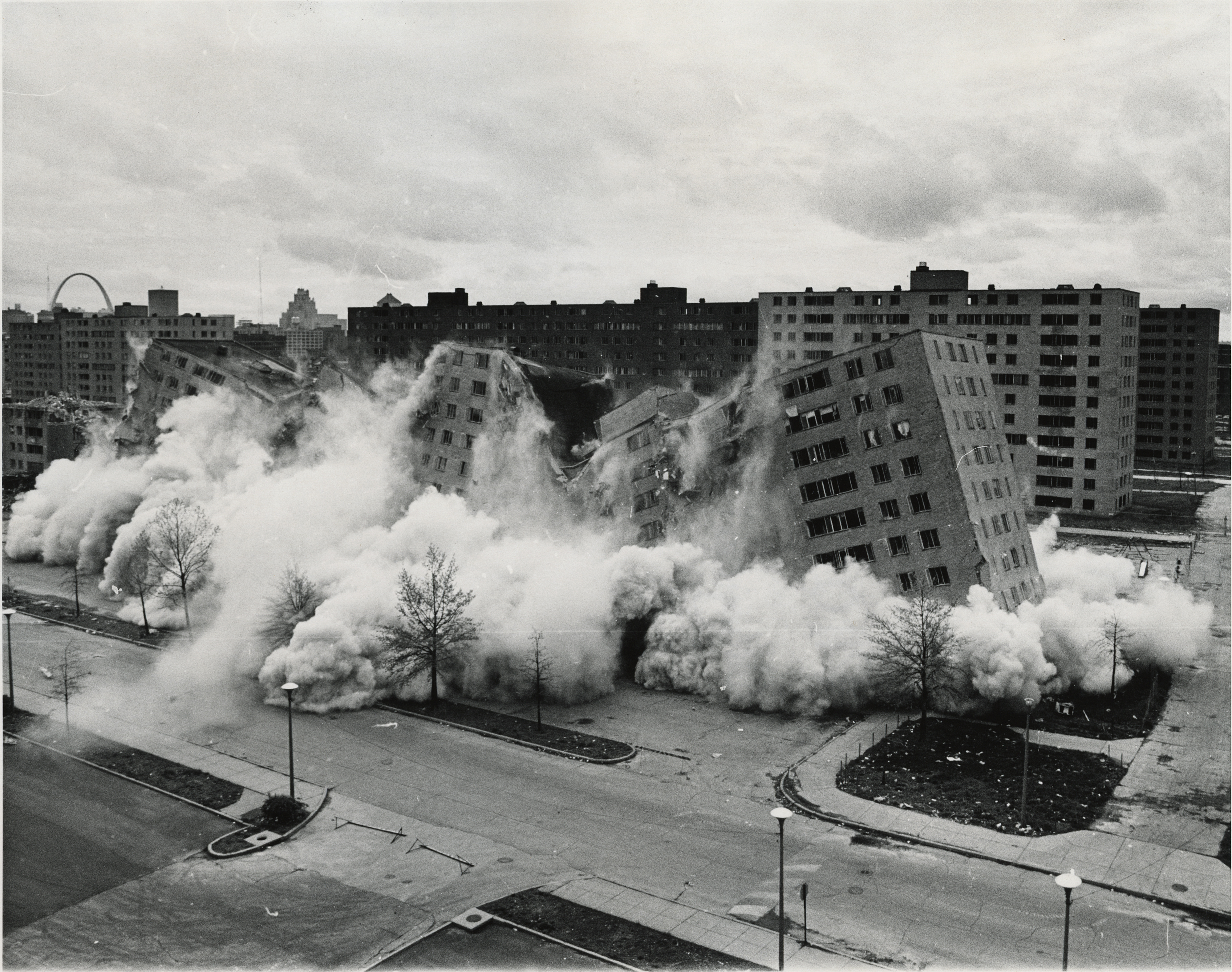
Abriss eines Gebäudes des Pruitt-Igoe-Wohngebietes 1972

Für den Film wurde neben im Laufe von sieben Jahren aufgenommenem Material auch Archivmaterial verwendet, z. B. beim am Anfang und Ende gezeigten Start einer Saturn-V-Rakete der Apollo-12-Mission und bei einer explodierenden und wieder zur Erde herabstürzenden, unbemannten Atlas-104D-Rakete. Hierbei handelt es sich um den einzigen Start einer Atlas LV-3C Centaur-A, er erfolgte am 8. Mai 1962 vom amerikanischen Weltraumbahnhof Cape Canaveral.
Pruitt-Igoe war ein städtisches Wohnungsbauprojekt in St. Louis, Missouri. Es wird in den USA häufig als Beispiel für Fehlschläge im sozialen Wohnungsbau und der Stadterneuerung verwendet. Dem Abriss von Pruitt-Igoe wurde in den amerikanischen Medien besondere Aufmerksamkeit zuteil, er ist heute als Anti-Schablone Teil der Populärkultur. Der postmoderne Architekt Charles Jencks bemerkte gar, dass der Abriss jenen Tag markiert, als die Nachkriegs-Moderne endete („the day Modern Architecture died“).

### Name und Botschaft
Reggio wählte als Filmtitel bewusst ein Wort, das keiner Schriftsprache entstammt. Koyaanisqatsi, das mit „Leben im Ungleichgewicht“ übersetzt werden kann, ist ein Wort aus der nur mündlich existierenden Sprache des nordamerikanischen Indianerstamms der Hopi.
Die Art und Weise der Darstellung der modernen Kultur mit ihren bizarr-schönen Aufnahmen, in Verbindung mit der unruhigen Musik und dem tragischen Ende, soll zeigen, wie entfernt das aktuelle Leben in der Zivilisation von der Natur des Menschen sei.

## Rezeption
Hans-Christoph Blumenberg kritisierte an dem Film die „beliebige Fortschritts-Kritik (die plakativer nicht sein könnte) aus der wolkigen Höhe einer fernen Mythologie“, zeigte sich aber beeindruckt von dem „seltsamen rauschartigen Zustand, den dieser Film, einer Droge gleich, sogar in den Köpfen von Skeptikern auszulösen vermag“.
Das Lexikon des internationalen Films bezeichnet Koyaanisqatsi als „filmische Meditation und Prophezeiung“, die „zu Veränderung, Selbstbesinnung und Rückkehr/Aufbruch zu Werten einer Kultur auf[ruft], die humane und religiöse Werte und gefühls- wie vernunftmäßiges Handeln einschließt.“ Es schlussfolgert, dass der Film „[d]ank seiner Form […] die Zuschauer mehr [überredet], als daß er sie rational überzeugt.“

## Filmmusik
Da es sich bei Koyaanisqatsi um einen dialogfreien Film handelt, spielt die Musik eine herausragende Rolle. Sie wurde von Philip Glass komponiert und vom Philip Glass Ensemble interpretiert.
Stücke der Original-Filmmusik von Philip Glass, erschienen 1983 bei Island Records
1. Koyaanisqatsi (3:30)
2. Vessels (8:03)
3. Cloudscape (4:41)
4. Pruit Igoe (7:02)
5. The Grid (14:50)
6. Prophecies (8:10)

Stücke der Neueinspielung, unter Berücksichtigung aller Teile, erschienen 1998 bei Nonesuch Records
1. Koyaanisqatsi (3:28)
2. Organic (7:43)
3. Cloudscape (4:34)
4. Resource (6:39)
5. Vessels (8:05)
6. Pruit Igoe (7:53)
7. The Grid (21:23)
8. Prophecies (13:36)

2009 wurde bei Orange Mountain Music die ungekürzte Complete Original Soundtrack Version veröffentlicht
1. Koyaanisqatsi (3:27)
2. Organic (4:57)
3. Clouds (4:37)
4. Resource (6:36)
5. Vessels (8:13)
6. Pruitt Igoe (7:51)
7. Pruitt Igoe Coda (1:17)
8. SloMo People (1:19)
9. The Grid Introduction (3:24)
10. The Grid (18:05)
11. Microchip (1:47)
12. Prophecies (10:34)
13. Translations and Credits (2:11)

### Rezeption
Diese Filmmusik wurde später auch in verschiedensten anderen Produktionen eingesetzt:
- Das Stück „Pruit Igoe“ wurde in einer ungeschnittenen Variante in dem ersten Trailer des Videospieles GTA IV verwendet und findet sich auch später im Spiel auf dem Radiosender „The Journey“ wieder.
- Die Titelmusik und die Musik des Computerspiels Delta sind eine Interpretation von Teilen der Filmmusik („Pruit Igoe“, „Koyaanisqatsi“) durch den Computerspiel-Musiker Rob Hubbard.
- Das Stück „Koyaanisqatsi“ wird bei Scrubs – Die Anfänger in der Staffel 5 in den Folgen 5 „Mein neuer Gott“ und 17 „Mein Bleistift“ angespielt, als der Hausmeister versucht, J. D. bzw. Carla einen bösen Blick zuzuwerfen.
- Die Stücke „Pruit Igoe“ und „Prophecies“ finden Verwendung in dem Film Watchmen – Die Wächter.[5]
- In der Folge 15 der 21. Staffel der Simpsons (Der gestohlene Kuss) wird der Song „Pruit Igoe“ in einem Ausschnitt aus dem fiktiven Film „Koyaanis-Scratchy: Death out of Balance“ verwendet.[6] In Episode 19 der 22. Staffel (Die Mafiosi-Braut) schaut sich der Busfahrer Otto das DVD-Cover von Koyaanisqatsi an, nachdem er (mutmaßlich) halluzinogene Pilze verzehrt hat. Der Komponist der Filmmusik Philip Glass wird ausdrücklich erwähnt.
- In Folge 5 der 6. Staffel der Gilmore Girls „We've Got Magic To Do“ stellt Kirk pantomimisch 'The Journey of Man' zu „Koyaanisqatsi“ dar.
- Madonnas Musikvideo zu Ray of Light von 1998 ahmt den filmischen Stil Koyaanisqatsis mit seinen Zeitrafferaufnahmen nach.
- Die Zeitraffer-Aufnahmen vom Straßenverkehr und den nächtlichen Städten aus dem Film wurden für Grace Jones’ Musikvideo zu Pull Up to the Bumper aus dem Jahr 1982 verwendet.
- In Folge 7 der 4. Staffel von Stranger Things spielt „Prophecies“ im Hintergrund, als Henry seine Lebensgeschichte erzählt.
- Das Deutschrap-Duo Celo & Abdi nutzte den Beginn des Liedes „Prophecies“ in doppelter Geschwindigkeit als Sample des auf dem Album Akupunktur erschienenen Liedes Generation Tschö!, das die Auswegslosigkeit der Jugend ihrer Heimatstadt schildert.

## Auszeichnungen
- 1983: Nominiert für den Goldenen Bären der Internationalen Filmfestspiele Berlin
- 1983: LAFCA Award der Los Angeles Film Critics Association in der Kategorie Beste Musik
- 1984: KCFCC-Award des Kansas City Film Critics Circle in der Kategorie Bester Dokumentarfilm
- 1984: Publikumspreis des São Paulo International Film Festival
- 1988: Publikumspreis der Warsaw Film Week in Warschau
- 2000: Aufnahme in das National Film Registry